# Nidelva

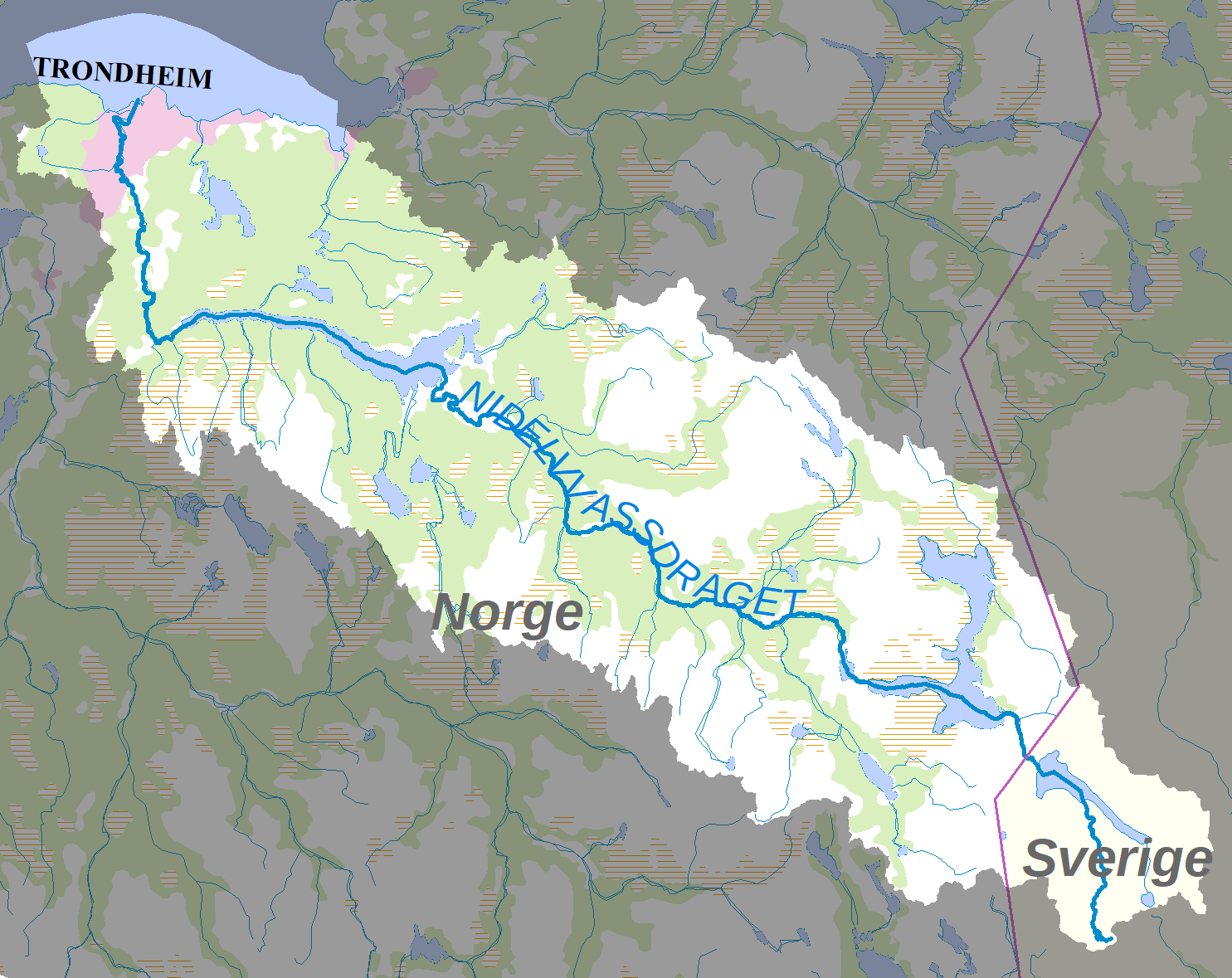
Mapa do rio Nidelva

O Nidelva é um rio do condado de Trøndelag, na parte central da Noruega.

Nasce no lago Selbusjøen (junto à fronteira com a Jämtland, na Suécia), atravessa a comuna de Klæbu e desagua no fiorde de Trondheim, atravessando a cidade de Trondheim.

Tem uma extensão de 163 km, e abrange uma bacia hidrográfica de 3100 km2.

Conta com várias centrais hidroeléctricas de produção de eletricidade, e é um dos grandes sítios de pesca de salmão, onde são capturados exemplares que atingem os 30 kg. 

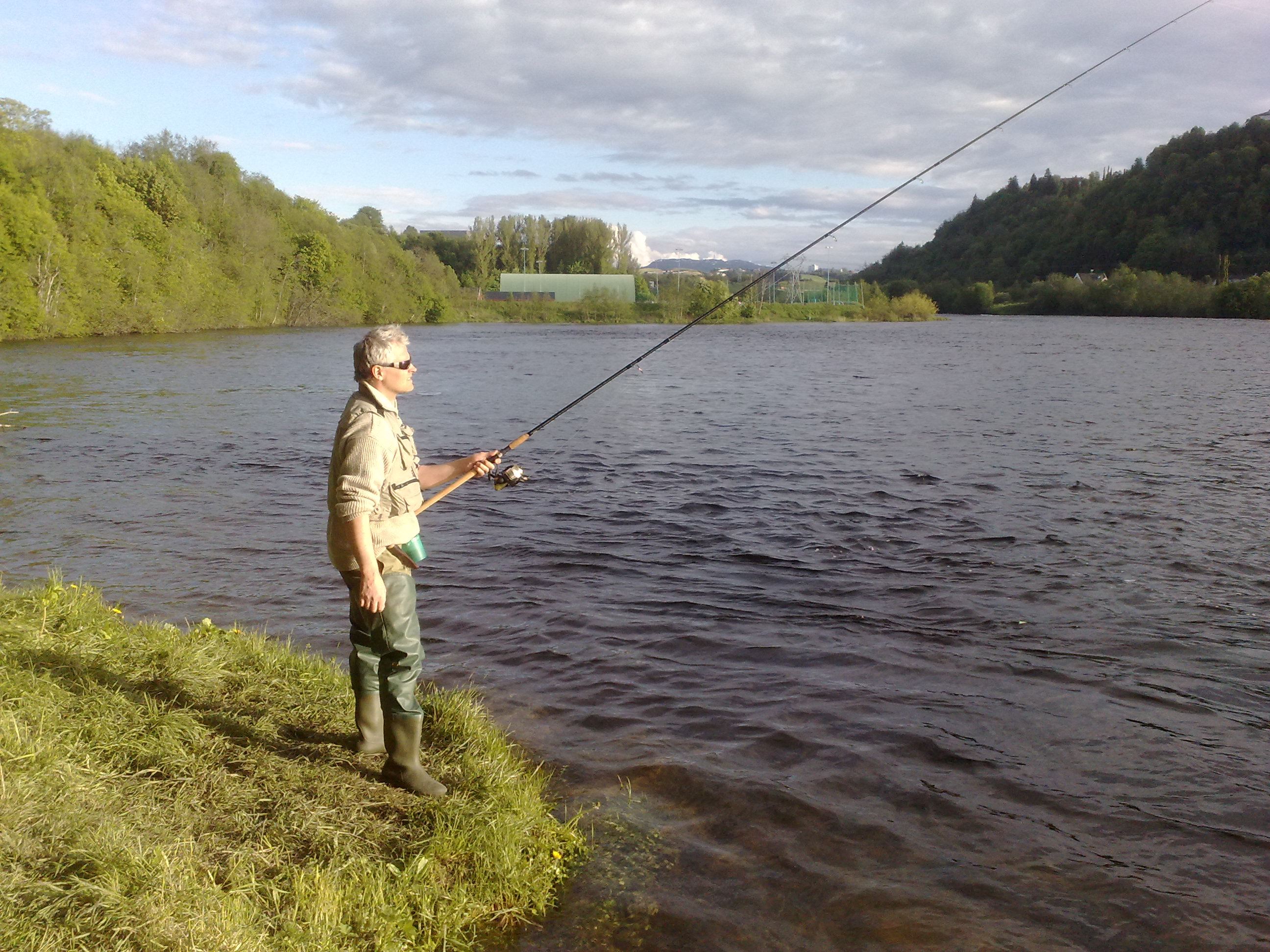
Pesca do salmão
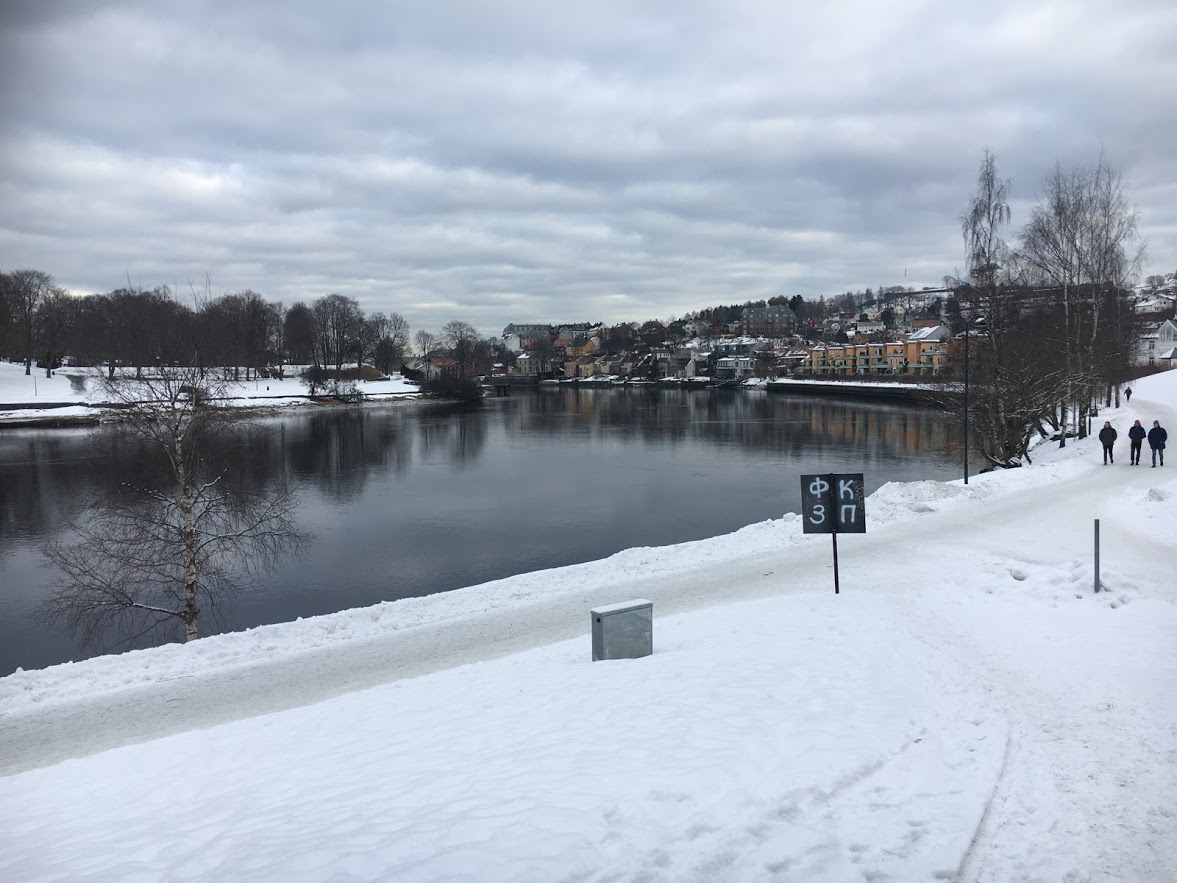
O rio no inverno